# Emmersheim
Emmersheim (oberfränkisch: Ämmeschn) ist ein Gemeindeteil des Marktes Küps im Landkreis Kronach (Oberfranken, Bayern).

## Geographie
Die Einöde liegt in einer flachhügeligen Landschaft und ist größtenteils von Acker- und Grünland umgeben. Beim Ort steht eine Eiche, die als Naturdenkmal geschützt ist. Die Kreisstraße KC 22/LIF 14 führt nach Burkersdorf (1,3 km nordwestlich) bzw. nach Reuth (1,2 km südlich).

## Geschichte
Der Ort wurde 1350 als „Emmersten“ erstmals urkundlich erwähnt. 1745 erscheint der Ortsname erstmals in der heutigen Form. Möglicherweise liegt dem Ortsnamen der slawische Personenname Nemirsk zugrunde. Eine Person dieses Namens wäre dann als Siedlungsgründer anzunehmen.
Gegen Ende des 18. Jahrhunderts bestand Emmersheim aus einem Anwesen. Das Hochgericht übte das bambergische Centamt Weismain aus. Das Rittergut Burkersdorf war Grundherr des Ganzhofes.
Infolge des Gemeindeedikts wurde Emmersheim dem 1808 oder etwas später gebildeten Steuerdistrikt Ebneth und der 1811 gebildeten Ruralgemeinde Burkersdorf zugewiesen. Am 1. Juli 1977 wurde Emmersheim im Zuge der Gebietsreform in Bayern in die Gemeinde Küps eingegliedert.

### Ehemaliges Kunstdenkmal
- Gutshof. Wohngebäude vermutlich 1695 errichtet; 1911 erweitert und erneuert. Zweigeschossiger Satteldachbau, Erdgeschoss massiv, Obergeschoss Fachwerk, der mittlere Teil wohl noch aus dem 17. Jahrhundert. Am rückwärtigen Teil Sandsteinplatte mit der Bezeichnung „GHVRA 1795“.[8]

### Einwohnerentwicklung
| Jahr      | 001818 | 001861 | 001871 | 001885 | 001900 | 001925 | 001950 | 001961 | 001970 | 001987 |
| Einwohner | 6      | 11     | 15     | 10     | 16     | 15     | 5      | 4      | 0      | 6      |
| Häuser    | 1      |        |        | 1      | 1      | 1      | 1      | 2      |        | 1      |
| Quelle    | [ 7 ]  | [ 10 ] | [ 11 ] | [ 12 ] | [ 13 ] | [ 14 ] | [ 15 ] | [ 16 ] | [ 17 ] | [ 1 ]  |

## Religion
Der Ort ist seit der Reformation evangelisch-lutherisch geprägt und nach St. Maria in Burkersdorf gepfarrt.